# Neoplatyura boucheti
Neoplatyura boucheti är en tvåvingeart som beskrevs av Loïc Matile 1988. Neoplatyura boucheti ingår i släktet Neoplatyura och familjen platthornsmyggor.
Artens utbredningsområde är Nya Kaledonien. Inga underarter finns listade i Catalogue of Life.